# Mamo
Mamo é o nome comum das aves fringilídeas do género Drepanis, pertencente à tribo dos drepanidíneos. O grupo inclui duas espécies, ambas extintas, que habitavam as florestas do arquipélago do Hawaii.
Os mamos eram aves de médio porte, de plumagem essencialmente negra brilhante e bico longo e curvo. Viviam junto do solo, raramente voando alto, onde se alimentavam do nectar das flores de arbustos. O ninho era construido ao nível do chão. A sua extinção está associada à introdução de espécies invasoras no Hawaii, em particular de ratos que atacavam os ninhos e juvenis de mamo.

## Espécies
- Drepanis coccinea
- Mamo-de-hawaii (Drepanis pacifica); extinto ca.1898 – Plumagem era preta com penas amarelas na zona posterior, excepto a cauda que também era negra; habitava as montanhas da ilha de Hawaii. Foi caçado em grandes números pelos nativos polinésios do Hawaii pela sua plumagem usada em adereços aristocráticos, até a população local perceber que a ave estava a desaparecer e estabelecer que as penas deveriam ser colhidas em vida e o mamo deveria ser solto depois. A medida não evitou a sua extinção, provocada por ratos e malária aviária.
- Mamo-preto (Drepanis funerea); extinto ca.1907 – Plumagem totalmente negra e bico mais curvo que o mamo-de-hawaii; habitava as zonas montanhosas e densamente florestadas da ilha de Molokai. Nunca foi caçado pelos nativos.